# Championnat d'Afrique des nations féminin de handball 2018
Navigation
Angola 2016 Cameroun 2021
La 23e édition du Championnat d'Afrique des nations féminin de handball, aussi appelée CAN, se déroule du 2 au 12 décembre 2018 à Brazzaville, en République du Congo.
Organisée par la Confédération africaine de handball (CAHB), elle met aux prises les meilleures équipes nationales africaines féminines de handball.
L'Angola confirme sa domination sur le handball féminin africain, remportant son 13e titre et le 10e sur les 11 dernières éditions. Le Sénégal et la République démocratique du Congo complètent le podium et se qualifient également pour le championnat du monde 2019.

## Tour préliminaire
Les dix équipes son réparties en deux groupes de cinq. Les quatre premières équipes de chaque groupe se qualifient pour les quarts de finale.
Le tirage au sort pour la composition des deux groupes est réalisé le 10 août 2018 à Abidjan.
- Qualifié pour le tour principal
- Éliminé

### Groupe A
|   | Équipe        | Pts | J | G | N | P | Bp  | Bc  | Diff |
| - | ------------- | --- | - | - | - | - | --- | --- | ---- |
| 1 | Sénégal       | 8   | 4 | 4 | 0 | 0 | 116 | 83  | 33   |
| 2 | Cameroun      | 5   | 4 | 2 | 1 | 1 | 109 | 91  | 18   |
| 3 | Tunisie       | 4   | 4 | 1 | 2 | 1 | 105 | 103 | 2    |
| 4 | Algérie       | 3   | 4 | 1 | 1 | 2 | 91  | 116 | -25  |
| 5 | Côte d'Ivoire | 0   | 4 | 0 | 0 | 4 | 100 | 128 | -28  |

| 2 déc - 09:00 | Sénégal       | 23 | 18 | Cameroun      |
| 2 déc - 11:00 | Algérie       | 27 | 25 | Côte d'Ivoire |
| 3 déc - 13:00 | Tunisie       | 21 | 26 | Sénégal       |
| 3 déc - 15:00 | Cameroun      | 32 | 18 | Algérie       |
| 4 déc - 13:00 | Cameroun      | 34 | 25 | Côte d'Ivoire |
| 4 déc - 17:00 | Algérie       | 24 | 24 | Tunisie       |
| 6 déc - 13:00 | Sénégal       | 35 | 22 | Algérie       |
| 6 déc - 19:00 | Côte d'Ivoire | 28 | 35 | Tunisie       |
| 7 déc - 15:00 | Côte d'Ivoire | 22 | 32 | Sénégal       |
| 7 déc - 17:00 | Tunisie       | 25 | 25 | Cameroun      |

### Groupe B
|   | Équipe   | Pts | J | G | N | P | Bp  | Bc  | Diff |
| - | -------- | --- | - | - | - | - | --- | --- | ---- |
| 1 | Angola   | 8   | 4 | 4 | 0 | 0 | 155 | 74  | 81   |
| 2 | RD Congo | 5   | 4 | 2 | 1 | 1 | 123 | 103 | 20   |
| 3 | Congo    | 5   | 4 | 2 | 1 | 1 | 121 | 104 | 17   |
| 4 | Guinée   | 2   | 4 | 1 | 0 | 3 | 97  | 134 | -37  |
| 5 | Maroc    | 0   | 4 | 0 | 0 | 4 | 82  | 163 | -81  |

| 2 déc - 13:00 | Angola   | 40 | 17 | Guinée   |
| 2 déc - 17:30 | Congo    | 36 | 23 | Maroc    |
| 3 déc - 17:00 | Maroc    | 23 | 35 | RD Congo |
| 3 déc - 19:00 | Guinée   | 20 | 37 | Congo    |
| 4 déc - 15:00 | Maroc    | 14 | 50 | Angola   |
| 4 déc - 19:00 | Congo    | 29 | 29 | RD Congo |
| 6 déc - 15:00 | Guinée   | 42 | 22 | Maroc    |
| 6 déc - 17:00 | RD Congo | 24 | 33 | Angola   |
| 7 déc - 13:00 | RD Congo | 35 | 18 | Guinée   |
| 7 déc - 19:00 | Angola   | 32 | 19 | Congo    |

## Tour final
|  | Quarts de finale                   | Quarts de finale                    |                                     |                                     | Demi-finales                        | Demi-finales                        |    |  | Finale                              | Finale                              |
|  | Quarts de finale                   | Quarts de finale                    |                                     |                                     | Demi-finales                        | Demi-finales                        |    |  | Finale                              | Finale                              |
|  |                                    |                                     |                                     |                                     |                                     |                                     |    |  |                                     |                                     |
|  | 9 décembre 2018 11h30, Brazzaville | 9 décembre 2018 11h30, Brazzaville  |                                     |                                     | 10 décembre 2018 17h00, Brazzaville | 10 décembre 2018 17h00, Brazzaville |    |  | 12 décembre 2018 16h00, Brazzaville | 12 décembre 2018 16h00, Brazzaville |
|  | 9 décembre 2018 11h30, Brazzaville | 9 décembre 2018 11h30, Brazzaville  |                                     |                                     | 10 décembre 2018 17h00, Brazzaville | 10 décembre 2018 17h00, Brazzaville |    |  | 12 décembre 2018 16h00, Brazzaville | 12 décembre 2018 16h00, Brazzaville |
|  | Sénégal                            | 23                                  |                                     |                                     | 10 décembre 2018 17h00, Brazzaville | 10 décembre 2018 17h00, Brazzaville |    |  | 12 décembre 2018 16h00, Brazzaville | 12 décembre 2018 16h00, Brazzaville |
|  | Sénégal                            | 23                                  |                                     |                                     | 10 décembre 2018 17h00, Brazzaville | 10 décembre 2018 17h00, Brazzaville |    |  | 12 décembre 2018 16h00, Brazzaville | 12 décembre 2018 16h00, Brazzaville |
|  | Guinée                             | 16                                  |                                     |                                     | 10 décembre 2018 17h00, Brazzaville | 10 décembre 2018 17h00, Brazzaville |    |  | 12 décembre 2018 16h00, Brazzaville | 12 décembre 2018 16h00, Brazzaville |
|  | Guinée                             | 16                                  | Sénégal                             | 22                                  |                                     |                                     |    |  | 12 décembre 2018 16h00, Brazzaville | 12 décembre 2018 16h00, Brazzaville |
|  | 9 décembre 2018 14h00, Brazzaville |                                     | Sénégal                             | 22                                  |                                     |                                     |    |  | 12 décembre 2018 16h00, Brazzaville | 12 décembre 2018 16h00, Brazzaville |
|  |                                    | RD Congo                            | 21                                  |                                     |                                     |                                     |    |  | 12 décembre 2018 16h00, Brazzaville | 12 décembre 2018 16h00, Brazzaville |
|  | RD Congo                           | RD Congo                            | 21                                  | 37                                  |                                     |                                     |    |  | 12 décembre 2018 16h00, Brazzaville | 12 décembre 2018 16h00, Brazzaville |
|  | RD Congo                           |                                     |                                     | 37                                  |                                     |                                     |    |  | 12 décembre 2018 16h00, Brazzaville | 12 décembre 2018 16h00, Brazzaville |
|  | Tunisie                            | 30                                  |                                     |                                     |                                     |                                     |    |  | 12 décembre 2018 16h00, Brazzaville | 12 décembre 2018 16h00, Brazzaville |
|  | Tunisie                            | 30                                  | Sénégal                             | 14                                  |                                     |                                     |    |  |                                     |                                     |
|  | 9 décembre 2018 16h30, Brazzaville |                                     | Sénégal                             | 14                                  |                                     |                                     |    |  |                                     |                                     |
|  |                                    | Angola                              | 19                                  |                                     |                                     |                                     |    |  |                                     |                                     |
|  | Cameroun                           | Angola                              | 19                                  | 22                                  |                                     |                                     |    |  |                                     |                                     |
|  | Cameroun                           | 10 décembre 2018 19h00, Brazzaville |                                     | 22                                  |                                     |                                     |    |  |                                     |                                     |
|  | Congo                              | 21                                  |                                     |                                     |                                     |                                     |    |  |                                     |                                     |
|  | Congo                              | 21                                  | Cameroun                            | 16                                  |                                     |                                     |    |  |                                     |                                     |
|  | 9 décembre 2018 14h00, Brazzaville | 9 décembre 2018 14h00, Brazzaville  | Cameroun                            | 16                                  | Match pour la 3e place              | Match pour la 3e place              |    |  |                                     |                                     |
|  | 9 décembre 2018 14h00, Brazzaville | 9 décembre 2018 14h00, Brazzaville  |                                     | Angola                              | Match pour la 3e place              | Match pour la 3e place              | 25 |  |                                     |                                     |
|  | Angola                             | 41                                  | 12 décembre 2018 13h30, Brazzaville | 12 décembre 2018 13h30, Brazzaville |                                     |                                     | 25 |  |                                     |                                     |
|  | Angola                             | 41                                  | 12 décembre 2018 13h30, Brazzaville | 12 décembre 2018 13h30, Brazzaville |                                     |                                     |    |  |                                     |                                     |
|  | Algérie                            | 17                                  |                                     | RD Congo                            | 33                                  |                                     |    |  |                                     |                                     |
|  | Algérie                            | 17                                  |                                     | RD Congo                            | 33                                  |                                     |    |  |                                     |                                     |
|  |                                    |                                     |                                     |                                     |                                     |                                     |    |  | Cameroun                            | 22                                  |
|  |                                    |                                     |                                     |                                     |                                     |                                     |    |  | Cameroun                            | 22                                  |

### Quarts de finale
| 9 décembre 2018 | Sénégal | 23-16 | Guinée | Brazzaville, 11h30 |
| 9 décembre 2018 | (12-7)  |       |        | Brazzaville, 11h30 |

| 9 décembre 2018 | RD Congo | 37-30 | Tunisie | Brazzaville, 14h00 |
| 9 décembre 2018 | (20-11)  |       |         | Brazzaville, 14h00 |

| 9 décembre 2018 | Cameroun | 22-21 | Congo | Brazzaville, 16h30 |
| 9 décembre 2018 | (12-10)  |       |       | Brazzaville, 16h30 |

| 9 décembre 2018 | Angola | 41-17 | Algérie | Brazzaville, 19h00 |
| 9 décembre 2018 | (21-6) |       |         | Brazzaville, 19h00 |

### Demi-finales
| 10 décembre 2018 | Sénégal | 22-21 | RD Congo | Brazzaville, 17h00 |
| 10 décembre 2018 | (11-9)  |       |          | Brazzaville, 17h00 |

| 10 décembre 2018 | Cameroun | 16-25 | Angola | Brazzaville, 19h00 |
| 10 décembre 2018 | (8-15)   |       |        | Brazzaville, 19h00 |

### Match pour la3eplace
| 12 décembre 2018 13h30 | RD Congo | 33-22 | Cameroun | Brazzaville |
| 12 décembre 2018 13h30 | (16-10)  |       |          | Brazzaville |

### Finale
Les Sénégalaises entrent mieux dans leur finale grâce notamment à leur gardienne de but, Hatadou Sako, en état de grâce. Les Angolaises ne marquent leur premier but qu'à la 6e minute et la moitié de la première mi-temps tourne nettement à l'avantage du Sénégal qui mène 9 à 1 (15e minute). Mais les Angolaises retrouvent peu à peu leur équilibre, inscrivant leur deuxième but à la 17e minute avant d'atteindre la mi-temps avec seulement trois buts de retard (7-10). La deuxième mi-temps tourne nettement à l'avantage des Angolaises qui reviennent à égalité à 10-10 à la 36e minute pour finalement remporte la rencontre de cinq buts (19-14), le Sénégal n'inscrivant que quatre buts (44e, 50e, 58e et 59e minute) en deuxième mi-temps.
| 12 décembre 2018 16h00 | Sénégal | 14-19 | Angola | Brazzaville |
| 12 décembre 2018 16h00 | (10-7)  |       |        | Brazzaville |

### Classement 5 à 8
|  | Demi-finales de classement          | Demi-finales de classement          |                        |    | Match pour la 5e place              | Match pour la 5e place              |
|  | Demi-finales de classement          | Demi-finales de classement          |                        |    | Match pour la 5e place              | Match pour la 5e place              |
|  |                                     |                                     |                        |    |                                     |                                     |
|  | 10 décembre 2018 13h00, Brazzaville | 10 décembre 2018 13h00, Brazzaville |                        |    | 11 décembre 2018 17h00, Brazzaville | 11 décembre 2018 17h00, Brazzaville |
|  | 10 décembre 2018 13h00, Brazzaville | 10 décembre 2018 13h00, Brazzaville |                        |    | 11 décembre 2018 17h00, Brazzaville | 11 décembre 2018 17h00, Brazzaville |
|  | Guinée                              | 26                                  |                        |    | 11 décembre 2018 17h00, Brazzaville | 11 décembre 2018 17h00, Brazzaville |
|  | Guinée                              | 26                                  |                        |    | 11 décembre 2018 17h00, Brazzaville | 11 décembre 2018 17h00, Brazzaville |
|  | Tunisie                             | 30                                  |                        |    | 11 décembre 2018 17h00, Brazzaville | 11 décembre 2018 17h00, Brazzaville |
|  | Tunisie                             | 30                                  | Tunisie                | 23 |                                     |                                     |
|  | 10 décembre 2018 15h00, Brazzaville |                                     | Tunisie                | 23 |                                     |                                     |
|  |                                     | Congo                               | 31                     |    |                                     |                                     |
|  | Congo                               | Congo                               | 31                     | 24 |                                     |                                     |
|  | Congo                               |                                     |                        | 24 |                                     |                                     |
|  | Algérie                             | 22                                  |                        |    |                                     |                                     |
|  | Algérie                             | 22                                  | Match pour la 7e place |    |                                     |                                     |
|  |                                     |                                     |                        |    |                                     |                                     |
|  | 11 décembre 2018 15h00, Brazzaville |                                     |                        |    |                                     |                                     |
|  |                                     |                                     |                        |    |                                     |                                     |
|  | Guinée                              | 34                                  |                        |    |                                     |                                     |
|  | Guinée                              | 34                                  |                        |    |                                     |                                     |
|  | Algérie                             | 22                                  |                        |    |                                     |                                     |
|  | Algérie                             | 22                                  |                        |    |                                     |                                     |

#### Demi-finales de classement 5-8
| 10 décembre 2018 | Guinée  | 26-30 | Tunisie | Brazzaville, 13h00 |
| 10 décembre 2018 | (16-15) |       |         | Brazzaville, 13h00 |

| 10 décembre 2018 | Congo   | 24-22 | Algérie | Brazzaville, 15h00 |
| 10 décembre 2018 | (16-14) |       |         | Brazzaville, 15h00 |

#### Match pour la7eplace
| 11 décembre 2018 | Guinée | 34-22 | Algérie | Brazzaville, 15h00 |

#### Match pour la5eplace
| 11 décembre 2018 | Tunisie | 23-31 | Congo | Brazzaville, 17h00 |
| 11 décembre 2018 | (13-13) |       |       | Brazzaville, 17h00 |

### Match pour la9eplace
| 10 décembre 2018 | Côte d'Ivoire | 38-31 | Maroc | Brazzaville, 11h00 |
| 10 décembre 2018 | (18-12)       |       |       | Brazzaville, 11h00 |

## Bilan

### Classement final
Les trois premières équipes sont qualifiées pour le championnat du monde 2019 et les quatre premières pour le Tournoi africain de qualification olympique 2020 :
| Rang                        | Équipe        |
| --------------------------- | ------------- |
| Médaille d'or, Afrique      | Angola        |
| Médaille d'argent, Afrique  | Sénégal       |
| Médaille de bronze, Afrique | RD Congo      |
| 4                           | Cameroun      |
| 5                           | Congo         |
| 6                           | Tunisie       |
| 7                           | Guinée        |
| 8                           | Algérie       |
| 9                           | Côte d'Ivoire |
| 10                          | Maroc         |

### Statistiques et récompenses
Les statistiques et récompenses sont :
- Meilleure marqueuse : Christianne Mwasesa,  RD Congo, 63 buts
- Meilleure joueuse : Albertina Kassoma,  Angola
- Meilleure gardienne de but : Hatadou Sako,  Sénégal
- Meilleure ailière gauche : Awa Fall-Diop,  Sénégal
- Meilleure arrière gauche : Christianne Mwasesa,  RD Congo
- Meilleure demi-centre : Isabel Guialo,  Angola
- Meilleure pivot : Albertina Kassoma,  Angola
- Meilleure arrière droite : Azenaide Carlos,  Angola
- Meilleure ailière droite : Amal Hamrouni,  Tunisie
- Prix du fair play :  Maroc